# 博扬·克尔扎伊
博扬·克尔扎伊（1957年1月3日—），斯洛文尼亚男子高山滑雪运动员。他曾代表南斯拉夫参加1976年、1980年和1984年冬季奥林匹克运动会高山滑雪比赛。